# باتريك أوبويل
باتريك أوبويل (بالإنجليزية: Patrick O'Boyle)‏ هو كاهن كاثوليكي أمريكي، ولد في 18 يوليو 1896 في سكرانتون في الولايات المتحدة، وتوفي في 10 سبتمبر 1987 في واشنطن العاصمة في الولايات المتحدة.

## روابط خارجية
- باتريك أوبويل على موقع مونزينجر (الألمانية)